# 第78回ヴェネツィア国際映画祭
第78回ヴェネツィア国際映画祭は2021年9月1日から11日まで開催された 。2020年1月15日、コンペティション部門の審査員長は監督のポン・ジュノが務めることが発表された。金獅子賞はオードレイ・ディヴァン監督の『あのこと』が受賞した。

## 概要
今回も前回に引き続き、新型コロナウイルス感染症の世界的流行が続いている状況であったため、会場の定員を半分に減らし、ワクチン接種か新型コロナウイルスから回復したことを証明できる証明書、もしくは抗原検査やPCR検査の陰性証明が必要になるなどの厳しい規則を設けたほか、イタリア保健省はアメリカ、カナダ、日本、イスラエル、イギリスが発行したワクチン接種証明書を入国時に認める水際対策を映画祭の開催を前にして発表した。
日本からはオリゾンティ部門に湯浅政明監督の『犬王』と短編コンペティションで山下つぼみ監督の「かの山」、VR部門「Venice VR Expanded」にWOWOWとCinemaLeapが共同製作した「Clap」がそれぞれ出品された。

## 公式選出
ラインナップは7月26日に発表された。

### コンペティション
コンペティションとして以下の作品が選ばれた。
| 日本語題                            | 原題                                 | 監督                                      | 製作国                                      |
| ----------------------------------- | ------------------------------------ | ----------------------------------------- | ------------------------------------------- |
| パラレル・マザーズ                  | Madres paralelas（オープニング作品） | ペドロ・アルモドバル                      | スペイン                                    |
| モナ・リザ アンド ザ ブラッドムーン | Mona Lisa and the Blood Moon         | アナ・リリー・アミールポアー              | アメリカ合衆国                              |
|                                     | Un Autre Monde                       | ステファヌ・ブリゼ                        | フランス                                    |
| パワー・オブ・ザ・ドッグ            | The Power of the Dog                 | ジェーン・カンピオン                      | ニュージーランド オーストラリア             |
| アメリカ・ラティーナ                | America Latina                       | ディンノチェンツォ兄弟                    | イタリア フランス                           |
| あのこと                            | L’Événement                          | オードレイ・ディヴァン                    | フランス                                    |
| コンペティション                    | Competencia Oficial                  | ガストン・ドゥプラット マリアノ・コーン   | スペイン アルゼンチン                       |
| 洞窟                                | Il buco                              | ミケランジェロ・フランマルティーノ        | イタリア フランス ドイツ                    |
|                                     | Sundown                              | ミシェル・フランコ                        | メキシコ · フランス · スウェーデン          |
|                                     | Illusions perdues                    | グザヴィエ・ジャノリ                      | フランス                                    |
| ロスト・ドーター                    | The Lost Daughter                    | マギー・ジレンホール                      | ギリシャ アメリカ合衆国 イギリス イスラエル |
| スペンサー ダイアナの決意           | Spencer                              | パブロ・ラライン                          | ドイツ イギリス                             |
| フリークスアウト                    | Freaks Out                           | ガブリエーレ・マイネッティ                | イタリア ベルギー                           |
| 笑いの王                            | Qui rido io                          | マリオ・マルトーネ                        | イタリア スペイン                           |
|                                     | On the Job 2: The Missing 8          | エリック・マッティ                        | フィリピン                                  |
|                                     | Żeby nie było śladów                 | ヤン・P・マトゥシンスキ                   | ポーランド · フランス · チェコ              |
|                                     | Капитан Волконогов бежал             | ナタリア・メルクロワ アレクセイ・チュポフ | ロシア · エストニア · フランス              |
| カード・カウンター                  | The Card Counter                     | ポール・シュレイダー                      | アメリカ合衆国 イギリス 中国                |
| Hand of God -神の手が触れた日-      | È stata la mano di Dio               | パオロ・ソレンティーノ                    | イタリア                                    |
| リフレクション                      | Відблиск                             | ヴァレンチン・ヴァシャノヴィチ            | ウクライナ                                  |
| 箱                                  | La Caja                              | ロレンソ・ビガス                          | メキシコ アメリカ合衆国                     |

### 非コンペティション
コンペティション外上映として以下の作品が選ばれた。
フィクション
| 日本語題                     | 原題                                    | 監督                           | 製作国                                                                          |
| ---------------------------- | --------------------------------------- | ------------------------------ | ------------------------------------------------------------------------------- |
|                              | Il Bambino Nascosto（クロージング作品） | ロベルト・アンド               | イタリア フランス                                                               |
|                              | Les Choses Humaines                     | イヴァン・アタル               | フランス                                                                        |
|                              | Ariaferma                               | レオナルド・ディ・コスタンツォ | イタリア スイス                                                                 |
| ハロウィン KILLS             | Halloween Kills                         | デヴィッド・ゴードン・グリーン | アメリカ合衆国                                                                  |
|                              | La Scuola Cattolica                     | ステファノ・モルディーニ       | イタリア                                                                        |
|                              | Old Henry                               | ポッツィ・ポンチローリ         | アメリカ合衆国                                                                  |
| 最後の決闘裁判               | The Last Duel                           | リドリー・スコット             | アメリカ合衆国 イギリス                                                         |
| DUNE/デューン 砂の惑星       | Dune                                    | ドゥニ・ヴィルヌーヴ           | アメリカ合衆国 · ハンガリー · ヨルダン · アラブ首長国連邦 · ノルウェー · カナダ |
| ラストナイト・イン・ソーホー | Last Night in Soho                      | エドガー・ライト               | イギリス                                                                        |

ノンフィクション
| 日本語題                      | 原題                                         | 監督                                      | 製作国                          |
| ----------------------------- | -------------------------------------------- | ----------------------------------------- | ------------------------------- |
|                               | Life of Crime 1984-2020                      | ジョン・アルパート                        | アメリカ合衆国                  |
|                               | Tranchées                                    | ループ・ビューロー                        | フランス                        |
|                               | Viaggio Nel Crepuscolo                       | アウグスト・コンテント                    | フランス イタリア               |
|                               | Republic of Silence                          | ディアナ・エル・ジェイルディ              | ドイツ フランス シリア カタール |
|                               | Hallelujah: Leonard Cohen, A Journey, A Song | ダニエル・ゲラー デイナ・ゴールドファイン | アメリカ合衆国                  |
|                               | Deandré#Deandré Storio di un Impiegato       | ロベルタ・リナ                            | イタリア                        |
|                               | Becoming Led Zeppelin                        | バーナード・マクマホン                    | イギリス アメリカ合衆国         |
|                               | Django & Django                              | ルカ・レイ                                | イタリア                        |
| モリコーネ 映画が恋した音楽家 | Enrio                                        | ジュゼッペ・トルナトーレ                  | イタリア ベルギー 中国 日本     |
|                               | Ezio Bosso: Le cose che restano              | ジョルジオ・ベルデッリ                    | イタリア                        |

シリーズ
| 日本語題       | 原題                                   | 監督           | 製作国         |
| -------------- | -------------------------------------- | -------------- | -------------- |
| ある結婚の風景 | Scenes from a Marriage（episodes 1-5） | ハガイ・レヴィ | アメリカ合衆国 |

短編作品
| 日本語題 | 原題                 | 監督               | 製作国              |
| -------- | -------------------- | ------------------ | ------------------- |
|          | Plastic Semiotic     | ラドゥ・ジュデ     | ルーマニア          |
|          | Liang Ye Bu Neng Liu | ツァイ・ミンリャン | 台湾                |
|          | Sad Film             | ヴァシリ           | ミャンマー オランダ |

### オリゾンティ
オリゾンティ部門には以下の作品が選ばれた。
コンペティション
| 日本語題               | 原題                         | 監督                                   | 製作国                                                  |
| ---------------------- | ---------------------------- | -------------------------------------- | ------------------------------------------------------- |
|                        | Atlantide                    | ユリ・アンカラニ                       | イタリア フランス アメリカ合衆国 カタール               |
|                        | Miracol                      | ボグダン・ジョージ・アプツリー         | ルーマニア · チェコ · ラトビア                          |
|                        | Piligrimai                   | ローリナス・バレイサ                   | リトアニア                                              |
|                        | Il Paradiso del Pavone       | ローラ・ビスプリ                       | イタリア ドイツ                                         |
|                        | Pu Bu                        | チョン・モンホン                       | 台湾                                                    |
|                        | El Hoyo en la Cerca          | ホアキン・デル・パソ                   | メキシコ ポーランド                                     |
|                        | Amira                        | モハメド・ディアブ                     | エジプト · ヨルダン · アラブ首長国連邦 · サウジアラビア |
|                        | À Plein Temps                | エリック・グラベル                     | フランス                                                |
|                        | Cenzorka                     | ペテル・ケレケシュ                     | スロバキア · チェコ · ウクライナ                        |
|                        | Vera Andrron Detin           | カルトリナ・クラスニキ                 | コソボ アルバニア 北マケドニア                          |
|                        | Les Promesses                | トーマス・クルイトホフ                 | フランス                                                |
| ホワイト・ビルディング | Bodeng Sar                   | カヴィッチ・ネアン                     | カンボジア フランス 中国 カタール                       |
|                        | Wela                         | ジャクラバル・ニルタムロン             | タイ フランス オランダ シンガポール                     |
|                        | El Otro Tom                  | ロドリゴ・プラ ローラ・サントゥロ      | メキシコ アメリカ合衆国                                 |
| 大いなる運動           | El Gran Movimiento           | キロ・ルッソ                           | ボリビア フランス カタール スイス                       |
|                        | Once Upon a Time in Calcutta | アディティヤ・ヴィクラム・セーングプタ | インド · フランス · ノルウェー                          |
|                        | Nosorih                      | オレグ・センツォフ                     | ウクライナ · ロシア                                     |
|                        | True Things                  | ハリー・ウートリフ                     | イギリス                                                |
| 犬王                   | 犬王                         | 湯浅政明                               | 日本 中国                                               |

短編コンペティション
| 日本語題 | 原題                          | 監督                                        | 製作国                                                     |
| -------- | ----------------------------- | ------------------------------------------- | ---------------------------------------------------------- |
|          | Don’t Get Too Comfortable     | シェイマ・アル=タミミ                       | イエメン カタール アラブ首長国連邦 アメリカ合衆国 オランダ |
|          | Techno, Mama                  | Saulius Baradinskas                         | リトアニア                                                 |
|          | Desente                       | メフディ・フィクリ                          | フランス                                                   |
|          | Mukaqat                       | シーマブ・グール                            | パキスタン                                                 |
|          | Heltzear                      | ミケル・グレア                              | スペイン                                                   |
| 骨       | Los Huesos                    | クリストバル・レオン ホアキン・コチニャ     | チリ                                                       |
|          | Tou Sheng, Ji Dan, Zuo Ye Ben | ルオ・ランシャオ                            | 中国                                                       |
|          | Il Turno                      | キアラ・マロッタ ロリス・ジュゼッペ・ニース | イタリア                                                   |
|          | Fall of The Ibis King         | ジョシュ・オカイム ミカイ・ジェロニモ       | アイルランド                                               |
|          | La Fée Des Roberts            | レアン・ヴィヴィエ・チャパス                | フランス                                                   |
| かの山   | かの山                        | 山下つぼみ                                  | 日本                                                       |

短編非コンペティション
| 日本語題 | 原題                 | 監督                     | 製作国   |
| -------- | -------------------- | ------------------------ | -------- |
|          | Ato                  | バーバラ・パズ           | ブラジル |
|          | Preghiera Della Sera | ジュゼッペ・ピッチョーニ | イタリア |

エクストラ
| 日本語題 | 原題                                         | 監督                                    | 製作国                                                                             |
| -------- | -------------------------------------------- | --------------------------------------- | ---------------------------------------------------------------------------------- |
|          | Costa Brava                                  | モーニア・アックル                      | レバノン · フランス · スペイン · スウェーデン · デンマーク · ノルウェー · カタール |
|          | Mama, Ya Doma                                | ウラジーミル・ビトコフ                  | ロシア                                                                             |
|          | Ma Nuit                                      | アントワネット・ブラ                    | フランス ベルギー                                                                  |
|          | La Ragazza Ha Volato                         | ウィルマ・ラベート                      | イタリア スロベニア                                                                |
|          | 7 Prisioneiros                               | アレクサンドル・モラット                | ブラジル                                                                           |
|          | Land of Dreams                               | シリン・ネシャット シュジャー・アザリー | アメリカ合衆国 ドイツ カタール                                                     |
|          | Sokea Mies, Joka Ee Halunnut Nähdä Titanicia | テーム・ニッキ                          | フィンランド                                                                       |
|          | La Macchina Delle Immagini Di Alfredo C.     | ローランド・セイコ                      | イタリア                                                                           |

## 審査員
メインコンペティション
- ポン・ジュノ ( 韓国/映画監督・脚本家) 審査員長
- サヴェリオ・コスタンツォ（英語版） ( イタリア/映画監督・脚本家)
- ヴィルジニー・エフィラ（英語版） ( ベルギー・ フランス/女優)
- シンシア・エリヴォ ( イギリス/女優・歌手)
- サラ・ガドン ( カナダ/女優)
- アレクサンダー・ナナウ（英語版） ( ルーマニア/ドキュメンタリー映画監督)
- クロエ・ジャオ ( 中国/映画監督・脚本家)

オリゾンティ
- ヤスミラ・ジュバニッチ ( ボスニア・ヘルツェゴビナ/映画監督) 審査員長
- モナ・ファストヴォルド（英語版） ( ノルウェー/映画監督)
- シャフラム・モクリ（英語版） ( イラン/映画監督)
- ジョッシュ・シーゲル ( アメリカ合衆国/ニューヨーク近代美術館（MoMA）映画部門監督)
- ナディア・テラノヴァ（イタリア語版） ( イタリア/小説家)

ルイジ・デ・ラウレンティス賞
- ウベルト・パゾリーニ（英語版） ( イタリア/映画監督・映画プロデューサー) 審査員長
- マーティン・シュヴァイクホーファー ( オーストラリア/映画評論家)
- アマリア・ウルマン（英語版） ( アルゼンチン/ビジュアル・アーティスト)

## 受賞結果

### 公式部門
コンペティション
- 金獅子賞 – 『あのこと』 - オードレイ・ディヴァン（英語版）
- 審査員大賞 – 『Hand of God -神の手が触れた日-』 - パオロ・ソレンティーノ
- 銀獅子賞 - ジェーン・カンピオン - 『パワー・オブ・ザ・ドッグ』
- ヴォルピ杯:
  - 男優賞 – ジョン・アルシラ（英語版） - 『On the Job 2: The Missing 8』
  - 女優賞 – ペネロペ・クルス - 『パラレル・マザーズ』
- 脚本賞 - マギー・ジレンホール - 『ロスト・ドーター』
- 審査員特別賞 – 『洞窟（英語版）』 - ミケランジェロ・フランマルティーノ（英語版）
- マルチェロ・マストロヤンニ賞 – フィリッポ・スコッティ - 『Hand of God -神の手が触れた日-』

オリゾンティ
- 作品賞 - 『Piligrimai』 - ローリナス・バレイサ
- 監督賞 - エリック・グラベル（フランス語版） -『フルタイム』
- 審査員特別賞 – 『大いなる運動（英語版）』 - キロ・ルッソ
- 女優賞 - ロール・カラミー（英語版） - 『フルタイム』
- 男優賞 - ピセス・チュン - 『ホワイト・ビルディング』
- 脚本賞 - 『Cenzorka』 - ペテル・ケレケシュ（スロバキア語版）、イヴァン・オストロチョフスキー
- 短編映画賞 - 『Los Huesos』 - クリストバル・レオン（英語版）、ホアキン・コチニャ（英語版）
- アルマーニ・ビューティ・オーディエンス賞 - 『The Blind Man Who Did Not Want to See Titanic』 - テーム・ニッキ

Lion of the Future
- ルイジ・デ・ラウレンティス賞 - 『Imaculat』 - モニカ・スタン、ゲオルゲ・チッパー゠リールマーク

ヴェネツィア ・バーチャル・リアリティ
- VR審査員賞 (VRの技術に対して) - 『Goliath: Playing with Reality』 - バリー・ジーン・マーフィー、メイ・アブダラ
- VRエクスペリエンス賞 (インタラクティブなコンテンツに対して) - 『Le bal de Paris de Blanca Li』 - ブランカ・リー（英語版）
- VRストーリー賞 - 『End of Night』 - デヴィッド・アドラー

### 批評家週間
批評家週間
- 大賞 -  『Zalava』 - アルサラン・アミリ
- マリオ・セランドレイ賞 - 『They Carry Death』 - サムエル・M・デルガド、エレナ・ヒロン
- 短編映画賞 - 『Inchei』 - フェデリコ・デマッテ
- 監督賞 - 『Inchei』 - フェデリコ・デマッテ
- 技術貢献賞 - 『L'Incanto』 - キアラ・カテリーナ

### 特別賞
- 栄誉金獅子賞 – ロベルト・ベニーニ、ジェイミー・リー・カーティス
- 監督・ばんざい!賞 - リドリー・スコット